# Kenneth F. Simpson

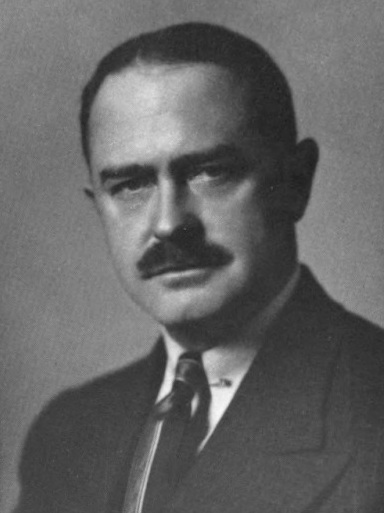
Kenneth F. Simpson

Kenneth Farrand Simpson (* 4. Mai 1895 in New York City; † 25. Januar 1941 ebenda) war ein US-amerikanischer Jurist und Politiker. Er vertrat 1941 den Bundesstaat New York im US-Repräsentantenhaus.

## Werdegang
Kenneth Farrand Simpson besuchte Privatschulen in New York City und die Hill School im Pottstown (Pennsylvania). Er graduierte 1917 an der Yale University und 1922 an der rechtswissenschaftlichen Fakultät der Harvard University. Während des Ersten Weltkrieges diente er als Captain in der 302. Artillerie und verbrachte ein Jahr in Übersee. 1919 war er Kommandant an der American School Detachment Universität Aix-Marseille. Seine Zulassung als Anwalt erhielt er 1922 und begann dann in New York City zu praktizieren. Zwischen 1925 und 1927 war er Assistant United States Attorney für den südlichen Distrikt von New York. Politisch gehörte er der Republikanischen Partei an. Zwischen 1935 und 1940 war er Vorsitzender im Republican County Committee. Er nahm in den Jahren 1936 und 1940 an den Republican National Conventions teil.
Bei den Kongresswahlen des Jahres 1940 für den 77. Kongress wurde Simpson im 17. Wahlbezirk von New York in das US-Repräsentantenhaus in Washington, D.C. gewählt, wo er am 4. Januar 1941 die Nachfolge von Bruce Fairchild Barton antrat. Er diente dort bis zu seinem Tod am 25. Januar 1941. Sein Leichnam wurde dann auf dem Hudson City Cemetery in Hudson beigesetzt.